# アルイスタン
アルイスタン（カザフ語 Арыстан）は、カザフスタン国家保安委員会の特殊部隊。カザフ語で、アルイスタンは、獅子を意味する。旧ソ連のアルファ部隊の後継部隊。原子力施設の警備、テロリスト・武装犯罪者の捕縛、武器・麻薬取引の阻止を任務とする。
隊員は、青色のベレー帽を着用する。隊員は全員将校から充足され、その能力は、カザフスタンの特殊部隊の最高峰に位置すると言える。

## 歴史
アルイスタンの歴史は、アルマ・アタにソ連国家保安委員会（KGB）第7局「A」グループ第14班が設置された1990年3月3日に始まる。同年10月に編成完結し、ヴィクトル・ゾリキンが指揮官に任命された。その後、第14班は、第12班、更に第6グループに改編された。
ソビエト連邦の崩壊後の1992年1月13日、ヌルスルタン・ナザルバエフ大統領により、アルマ・アタのアルファ部隊に基づき、大統領直属の「A」課が創設された。部隊の創設には、当時カザフスタンで働いていた元アルファ部隊指揮官、ヴィクトル・カルプーヒン少将が協力した。
1993年4月、「A」部隊は大統領警護庁から国家保安委員会に移管され、1994年6月11日、アルイスタンに改編された。

## 編制
総員約100人。2～3の下級部隊から成り、独自の工兵部隊を有する。主要基地は首都アスタナに位置し、アルマトイとアクタウに分遣隊を有する。

## 訓練
創設初期、隊員は、元アルファ部隊隊員の指導の下で訓練され、後にロシアの対テロ部隊将校要員完全化課程に送られた。その後、アメリカのCIAとFBIでも教育を受けている。
1996年～1997年、アルファ部隊とヴィンペル部隊（ロシア）、GSG-9（ドイツ）、ヤマム（イスラエル）、SAS（イギリス）で隊員が研修を受けた。
1～2年毎に8～10人の中尉が入隊する。

## 歴代指揮官
| 職名 | 就任年 | 氏名                       | 階級 |
| ---- | ------ | -------------------------- | ---- |
|      |        | アイダル・バズィロフ       | 大佐 |
|      |        | ファイズッラー・カーメネフ | 大佐 |
|      |        | セイトジャン・コイバコフ   | 少将 |